# Callisphyris molorchoides
Callisphyris molorchoides là một loài bọ cánh cứng trong họ Cerambycidae.